# Obafemi Awolowo
Obafemi Jeremiah Oyeniyi Awolowo (Ikenne, 6 de março de 1909 – Ikenne, 9 de maio de 1987), mais conhecido como Obafemi Awolowo, foi um jornalista, advogado, sindicalista e político nigeriano. Reconhecido nacionalista e indepedentista, desempenhou papéis-chave no processo da independência da Nigéria frente ao Reino Unido em 1960 e durante os períodos da Primeira República (1960–1966), da Guerra Civil da Nigéria (1967–1970) e da Segunda República (1979–1983).

## Primeiros anos
Quando jovem, atuou como jornalista, editando e redigindo publicações do Conselho dos Trabalhadores da Nigéria (NWC), a principal central sindical existente no período da Nigéria colonial. Depois de graduar-se bacharel em Comércio no Baptist Boys’ High School, migrou para Londres, onde formou-se em Direito pela Universidade de Londres. Ao retornar à Nigéria, fundou uma série de organizações sociais, dentre as quais destacam-se o Egbe Omo Oduduwa (em português: Movimento Nacional Iorubá), o Congresso dos Sindicatos da Nigéria, o Grupo Ação (AG), partido político defensor dos interesses do povo iorubá, e o Nigerian Tribune, jornal privado voltado à promoção de uma consciência nacionalista entre os nigerianos.

## Carreira política

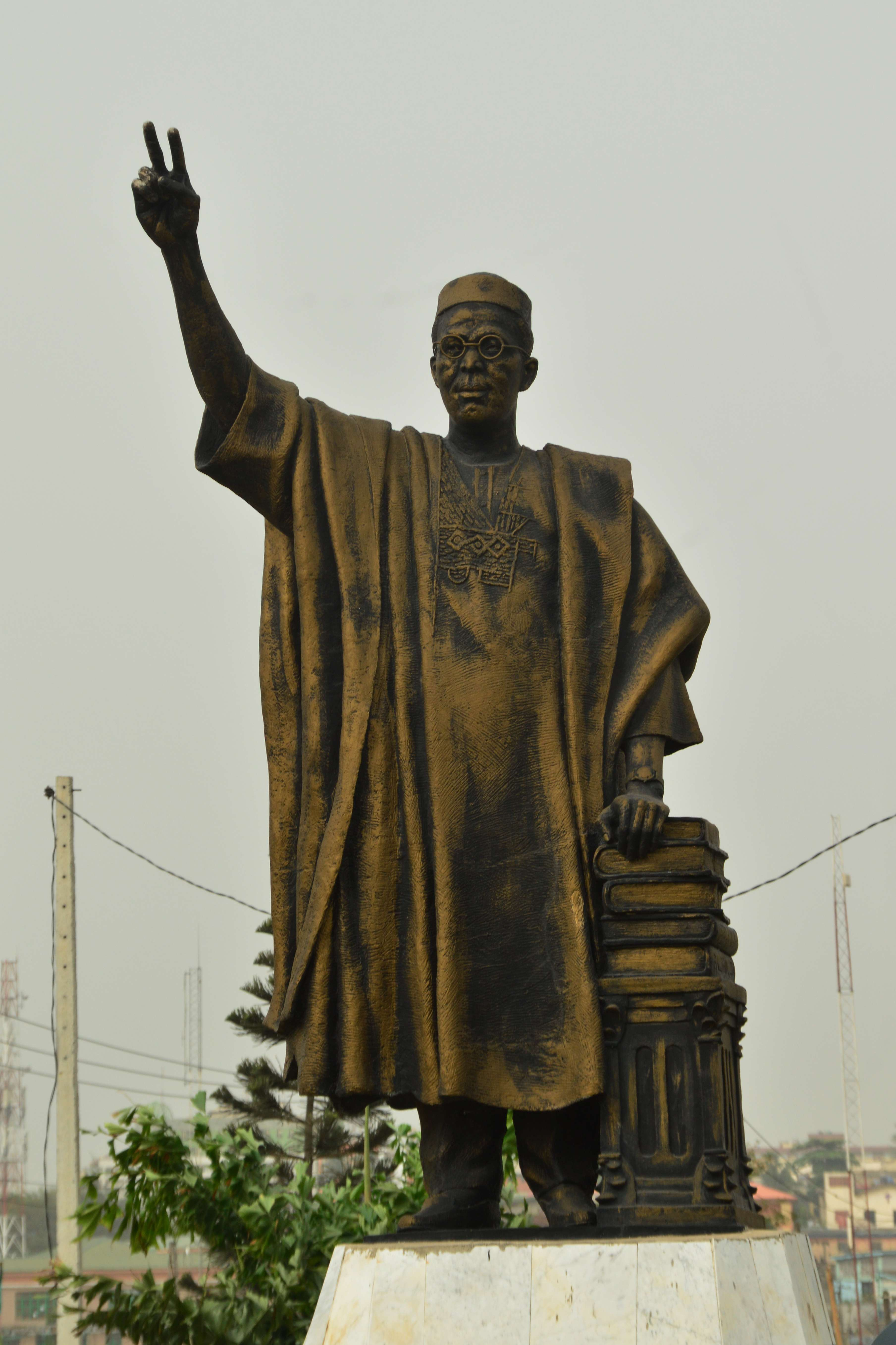
Estátua em homenagem à Awolowo em Lagos

Nas eleições locais de 1951, Awolowo elegeu-se deputado na assembleia legislativa da Região Leste, onde ocupou inicialmente os cargos de ministro dos Negócios Públicos e ministro das Finanças. Posteriormente, após a aprovação popular das medidas britânicas propostas no referendo constitucional de 1954, que conferiu às regiões da Nigéria colonial um maior grau de autonomia político-administrativa frente ao Reino Unido enquanto estratégia política para refrear impulsos nacionalistas latentes na colônia, Awolowo foi nomeado primeiro-ministro da Região Leste em 1954, cargo por onde ficou até 1960 quando a independência da Nigéria foi formalmente declarada.
Awolowo foi o principal defensor do federalismo na Nigéria. Em seu manifesto político de 1947 intitulado Path to Nigerian Freedom (em português: Pacto para a Liberdade Nigeriana), defendeu a adoção do federalismo como a única base para uma integração nacional equitativa e, como líder do  do AG, pressionou politicamente a administração colonial britânica a formular uma Constituição federal, o que acabou ocorrendo em 1954 com a promulgação da Constituição de Lyttleton.

### Como primeiro-ministro
Como primeiro-ministro, foi visto pelos nigerianos como um visionário e um administrador dinâmico, tendo adotado uma agenda política social-democrata, que preconizava a propriedade pública limitada e o planejamento central limitado no governo. Ele acreditava que o Estado deveria canalizar os recursos do país para a educação e o desenvolvimento de infraestruturas públicas. De forma controversa e com custos consideráveis, introduziu o ensino primário universal gratuito, além de assistência médica gratuita para as crianças. Foi em sua gestão que foi fundada a primeira emissora de televisão do continente africano: o Grupo Oduduwa em 1959, cujos investimentos provinham da altamente lucrativa indústria cacaueira nacional.

### Após a independência
Após a independência, atuou como o principal líder da oposição ao governo do primeiro-ministro Abubakar Balewa em boa parte da Primeira República, período no qual o país manteve o sistema de governo parlamentarista herdado dos britânicos. Entretanto, Awolowo acabou sendo acusado de sedição e foi preso em 1963, ficando detido até 1967, quando foi libertado e imediatamente nomeado ministro das Finanças no governo militar de Yakubu Gowon, cargo que ocupou até sua renúncia em 1971.

## Últimos anos
Durante o governo da 1ª junta militar que pôs fim à Primeira República em 1966, os partidos políticos até então existentes como o AG foram dissolvidos. Com o breve retorno à democracia entre 1979 e 1983, período denominado Segunda República, Awolowo fundou o Partido da Unidade da Nigéria (UPN), partido pelo qual disputou as eleições presidenciais de 1979 e 1983, tendo terminado ambos os pleitos na 2.ª colocação após ser derrotado por Shehu Shagari, eleito e reeleito presidente da Nigéria neste período.
Faleceu em sua cidade natal, Ikenne, em 9 de maio de 1987, aos 78 anos. Em seu funeral, cidadãos de todas as etnias, religiões e posições políticas renderam-lhe homenagens póstumas. Em 1999, seu rosto passou a figurar na nota de 100 nairas (₦).